# Abadia de Montmartre

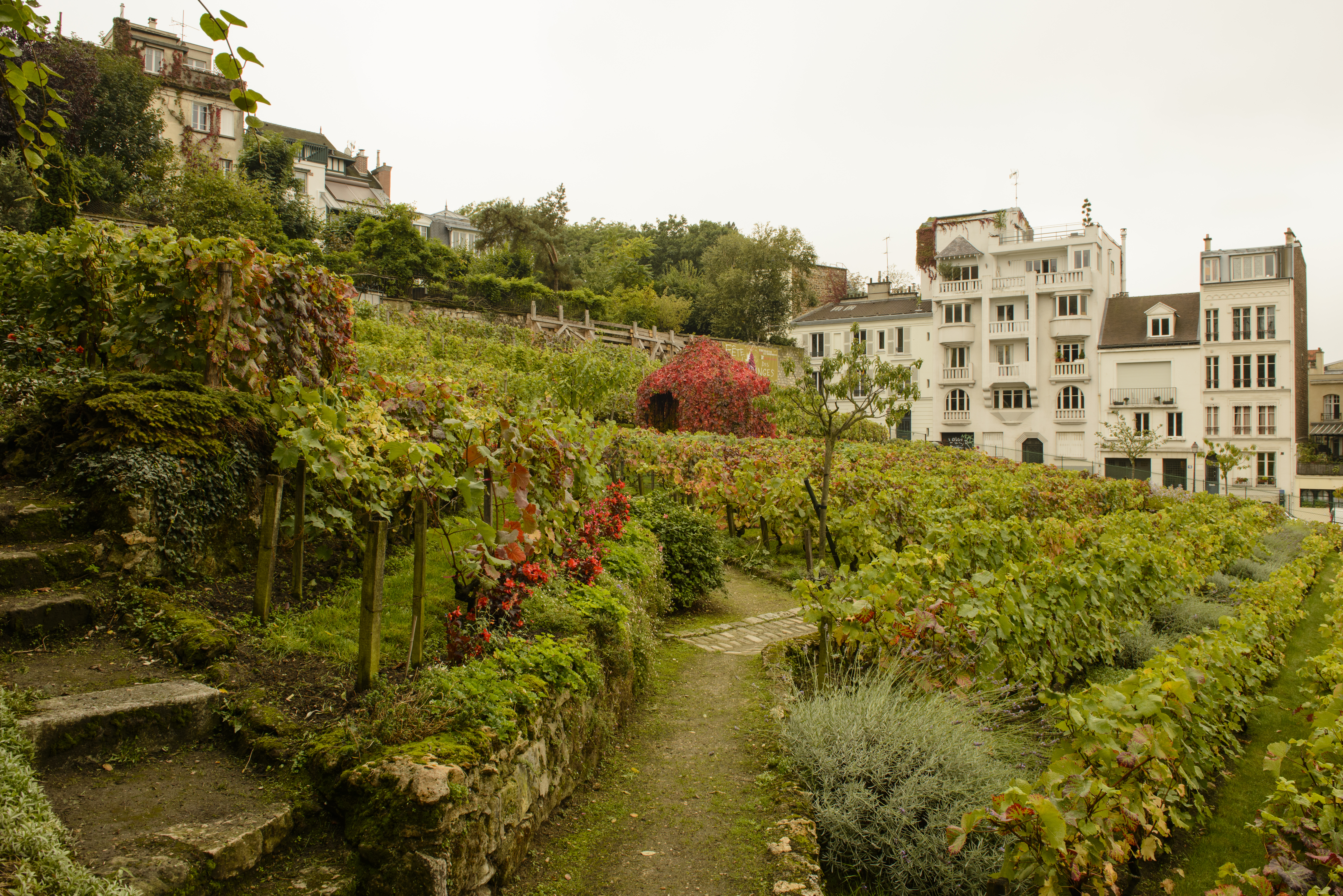
A vinha de Montmartre - tudo o que resta da abadia.

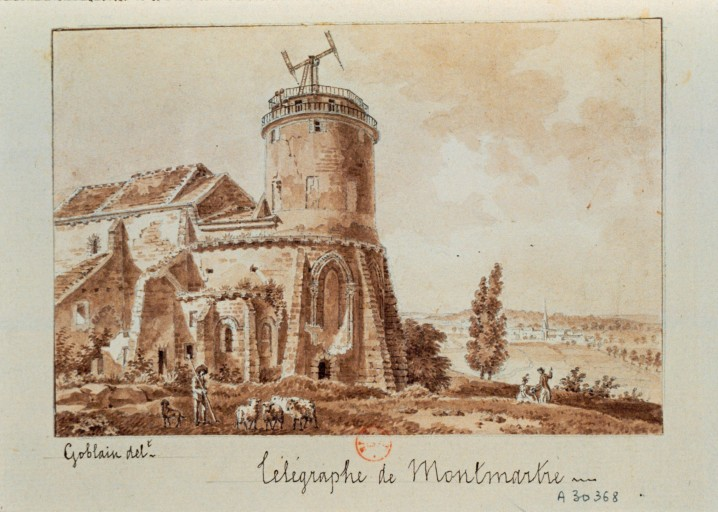
Um desenho da igreja adjacente do século 19 por Antoine-Louis Goblain

Abadia de Montmartre ( em francês:  Abbaye de Montmartre ) foi um mosteiro beneditino do século XII estabelecido no distrito de Montmartre, em Paris, dentro da Diocese de Paris.
Em 1133, o rei Luís VI comprou a igreja merovíngia de São Pedro de Montmartre para estabelecer a abadia e no processo de reconstrução da igreja.  A igreja restaurada foi consagrada pelo Papa Eugênio III em 1147, em uma esplêndida cerimônia real durante a qual Bernardo de Claraval e Pedro, abade de Cluny, atuaram como acólitos. 
A abadia foi suprimida em 1790, vendida em 1794 e demolida durante a Revolução Francesa, mas sua igreja, Saint-Pierre de Montmartre, sobreviveu como a igreja paroquial de Montmartre, a igreja mais antiga de Paris, agora tudo o que resta da abadia, exceto por uma vinha. 